# Yangzhong
Yangzhong (扬中 ; pinyin : Yángzhōng) est une ville de la province du Jiangsu en Chine. C'est une ville-district placée sous la juridiction de la ville-préfecture de Zhenjiang.

## Démographie
La population du district était de 275 495 habitants en 1999.